# Puerta de San Romano
La puerta de San Romano, actual Topkapi («Puerta del cañón»), es una puerta, todavía conservada, de las murallas de la ciudad de Constantinopla (actual Estambul), que fue construida en el siglo V por el prefecto del pretorio Antemio, regente del emperador Teodosio II.

## Diseño y características defensivas
Como las otras puertas de las murallas de la ciudad (la puerta de Belgrado está particularmente bien conservada) es una doble entrada que cruza el doble recinto del que están hechas las murallas teodosianas, con un patio interior bordeado por muros transversales (períbolos). La puerta del muro interior era la más importante y estaba flanqueada por dos altas torres, desde las cuales, gracias a su altura, también era posible proteger la entrada colocada en el muro exterior. Las torres eran similares a las que se encuentran a lo largo de todo el recorrido de las murallas; su posición permitió a los defensores proteger la entrada más interior de los disparos de los arqueros enemigos.
La entrada externa, por otro lado, era bastante modesta, una simple puerta arqueada recién levantada por encima del nivel de la pared externa.

## Historia
La puerta sufrió una severa devastación durante el asedio de Constantinopla en 1453, durante el cual se derrumbó una de las torres de la entrada más interna. Este fue probablemente el lugar donde murió el último emperador bizantino, Constantino XI Paleólogo, durante el asedio, comprometido en la defensa de lo que se consideraba el punto más débil de las defensas de la ciudad.
Además, faltaban muchas de las almenas de los muros y los muros transversales que encierran los períbolos también estaban mal conservados. La puerta se vio afectada por los trabajos de restauración realizados desde 2005 por el gobierno turco para toda la arquitectura del período bizantino de Estambul.